# Irena do domu!
Irena do domu! − polski film komediowy z 1955 roku.
Film schyłkowego socrealizmu, propagujący podejmowanie przez kobiety pracy zawodowej.

## Obsada
- Lidia Wysocka − Irena Majewska
- Adolf Dymsza − Zygmunt Majewski
- Michał Kiliński − Janek, synek Majewskich
- Helena Buczyńska − Nowakowa
- Ludwik Sempoliński − Kotowski
- Hanka Bielicka − Kwiatkowska
- Kazimierz Brusikiewicz − Miecio, kierownik przedsiębiorstwa taksówkarskiego
- Zofia Perczyńska − Krystyna
- Włodzimierz Skoczylas − Władek
- Irena Brodzińska
- Urszula Hałacińska
- Bronisław Darski − inżynier Banasik
- Michał Gazda − sąsiad
- Stanisław Jaworski − ekspedient
- Maria Koterbska − piosenkarka
- Barbara Jakubowska
- Irena Skwierczyńska − sąsiadka
- Stefan Witas − kierownik
- Stanisław Woliński − Olech
- Henryk Hunko − mężczyzna na pikniku
- Stanisław Igar − fryzjer
- Ignacy Machowski − fryzjer Zygmunt
- Tadeusz Schmidt − sąsiad Krysi
- Józef Pieracki

## Fabuła

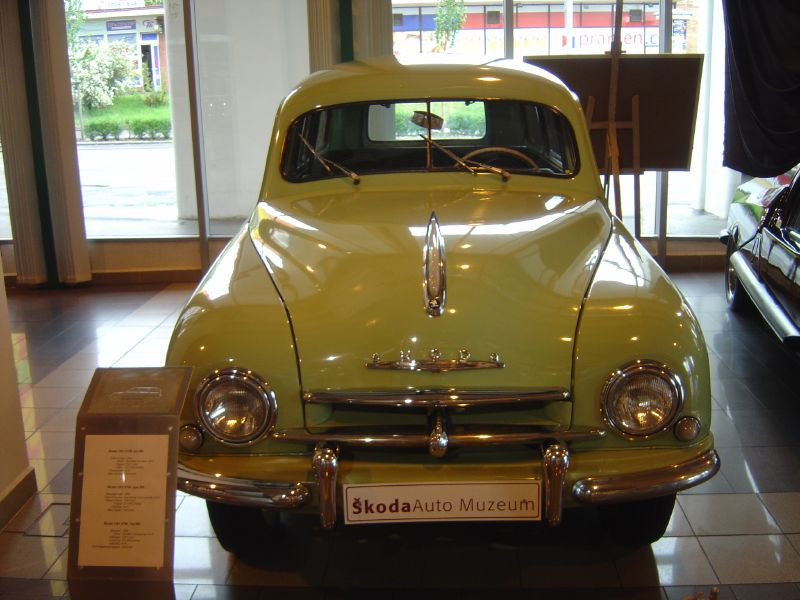
Škoda 1200, kierowcą takiego samochodu w wersji furgon zostaje Irena Majewska

Zygmunt Majewski jest majstrem w warszawskiej fabryce. Jego żona prowadzi dom, gotuje i wychowuje ich synka. Chciałaby pracować zawodowo, by mieć własne pieniądze i pójść „między ludzi”. Jej mąż uważa jednak, że miejsce kobiety jest w domu, gdzie ma pichcić, prać, czyli dbać o męża i dziecko. Irena przypadkowo trafia na kurs dla kierowców, a następnie podejmuje pracę w Miejskim Przedsiębiorstwie Transportowym. W historię majstra i jego żony są wplecione perypetie dwóch młodych par, również związanych z tą samą fabryką. Ostatecznie majster Majewski akceptuje zajęcie żony i wszystkie historie kończą się szczęśliwie.

## Pozostali twórcy
- Muzykę nagrała Orkiestra Polskiego Radia pod dyrygenturą Stefana Rachonia.
- Słowa piosenki „Karuzela” wykonywanej przez Marię Koterbską napisał Ludwik Starski.